# Hjúga (Mijazaki)

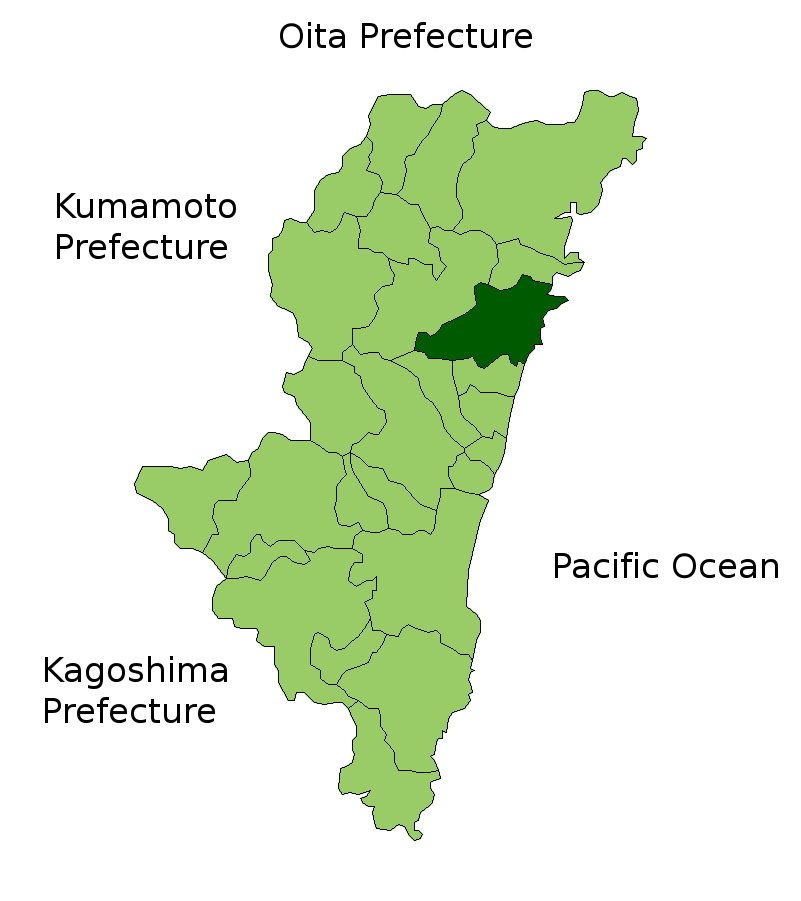
Poloha města Hjúga na mapě prefektury Mijazaki (stav z roku 2006)

Hjúga (japonsky: 日向市; Hjúga-ši) je japonské město ležící v prefektuře Mijazaki.
Město (市, ši) Hjúga vzniklo 1. dubna 1951.
Město Hjúga je známé výrobou luxusních hracích kamenů ke hře go. Proslavené jsou rovněž krásné místní pláže vhodné pro surfování.
K 1. listopadu 2007 mělo 63 021 obyvatel a celkovou rozlohu 336,29 km².